# FC Unirea Dej
FC Unirea Dej is een Roemeense voetbalclub uit Dej. De club komt in het seizoen 2014/15 uit in de Liga III. De kleuren van de club zijn wit en zwart.
Unirea Dej is een van de oudste clubs van Roemenië, maar het speelde nog nimmer in de Liga I. Van 2004 tot 2007 fungeerde de club als tweede elftal van CFR Cluj. In het stadion met 5.000 zitplaatsen, zitten gemiddeld 300 supporters.

## Erelijst
- Liga III (3):

1965/66, 1993/94, 2003/04

## Bekende (ex-)spelers
- Dumitru Mitu
- Paul Papp